# Kalaveti Ravouvou
Pour les articles homonymes, voir Ravouvou.
Pas d'image ? Cliquez ici

a Compétitions nationales et continentales officielles uniquement.

b Matchs officiels uniquement.
Dernière mise à jour le 4 mars 2025.
Kalaveti Ravouvou, né le 6 juin 1998 à Sigatoka (Fidji), est un joueur international fidjien de rugby à XV jouant principalement au poste de centre.

## Biographie
Kalaveti Ravouvou est né à Sigatoka, et grandit dans le village avoisinant de Nadroumai. Il est le cousin du troisième ligne international fidjien Mesulame Kunavula, ainsi que des frères Waisake et Kini Naholo (en),. Ravouvou est élevé par sa mère seule, après le décès de son père en 2003. Grandissant dans le dénuement, il aide alors sa mère à pêcher des crevettes, avant de les revendre.
Il commence à pratiquer le rugby dès son plus jeune âge, et joue d'abord avec l'équipe de son école primaire de la Nadroumai Primary School. Il est par la suite éduqué au Cucu College, avec qui il dispute le championnat national lycéen. Après le lycée, il rejoint l'équipe des moins de 20 ans de Nadroga. Il dispute le championnat national junior avec cette équipe en 2018. Il joue également au rugby à sept avec l'équipe de Tuva, avec qui il remporte le Uprising Youth 7s en 2018,.
En 2020, il rejoint l'équipe de Namosi en Skipper Cup,. Il joue pendant deux saisons avec ce club, où il est le titulaire régulier au poste de premier centre,. À côté du rugby, il travaille comme surveillant pénitencier.
En février 2021, il est annoncé qu'il rejoint le club français de l'US Carcassonne en Pro D2 pour la saison suivante. Néanmoins, bloqué aux Fidji à cause de la situation sanitaire liée à la pandémie de Covid-19, il ne rejoint jamais le club audois.
Finalement, Ravouvou s'engage avec la nouvelle franchise fidjienne des Fijian Drua pour la saison 2022 de Super Rugby. Il joue son premier match professionnel le 18 février 2022 contre les Waratahs. Devenant rapidement un titulaire indiscutable au centre, il joue douze matchs lors de sa première saison, tous comme titulaire,. Il termine le championnat comme l'un des joueurs ayant gagné le plus de mètres ballon en main.
Après cette première saison à haut niveau réussie, il est sélectionné avec l'équipe des Fidji pour disputer la Coupe des nations du Pacifique 2022. Il fait ses débuts en sélection face aux Tonga le 2 juillet 2022 à Suva, et marque un essai à cette occasion,. Il ne joue pas les deux autres matchs de la compétition, lui étant préféré Levani Botia et Vilimoni Botitu à son poste de premier centre. Il fait son retour en sélection pour la tournée de novembre en Europe, où il obtient deux nouvelles sélections face à l'Écosse et l'Irlande, et marque à nouveau dans le deuxième match. Il est également titulaire lors de la rencontre non-officielle face aux Barbarians français à Lille, que son équipe remporte largement,.
En avril 2023, il est annoncé que Ravouvou rejoindra le club anglais des Bristol Bears en Premiership à partir de la saison 2023-2024,.
En juin 2023, il est sélectionné au sein du groupe fidjien retenu pour préparer la Coupe du monde 2023 en France. En août 2023, il est retenu dans le groupe de 33 joueurs sélectionné pour participer à la Coupe du monde en France. Il ne joue néanmoins aucune rencontre lors du tournoi.
En janvier 2025, alors qu'il est l'auteur d'une bonne deuxième saison sous les couleurs de Bristol, il voit son contrat prolongé pour une durée non dévoilée. 

## Statistiques
- 6 sélections avec les Fidji depuis 2022.
- 10 points (2 essais).